# Batalla de Magnesia
La batalla de Magnesia se libró en 190 a. C. o 189 a. C. cerca de Magnesia, en las planicies de Lidia, entre el ejército romano, dirigido por el cónsul Lucio Cornelio Escipión y su hermano, el general Escipión el Africano, con su aliado Eumenes II de Pérgamo contra el ejército de Antíoco III Megas, del Imperio seléucida, apoyado por los gálatas. La decisiva victoria romana supuso el fin de la guerra romano-siria por el control de Grecia.

## Antecedentes
Antes de saber de la victoria de la armada romana en Mioneso, el rey del Imperio seléucida, Antíoco III el Grande, estaba fortificando Quersoneso y Lisimaquia, pero después de recibir las malas nuevas se retiró de la región sin dejar guarniciones para proteger los Dardanelos. Además, los rodios tenían atrapado a su general, Aníbal Barca, en Panfilia.
Los hermanos Lucio y Publio Cornelio Escipión no dudaron y aprovechando la oportunidad tomaron Lisimaquia, conquistando todo el Quersoneso y haciéndose con las armas y el tesoro que ahí había. Antíoco III envió una embajada a pedir la paz, ofreciendo a la República Esmirna, Lámpsaco y Alejandría del Gránico pero también, si los romanos lo exigían, entregaría Jonia y las islas Eolias, territorios que ya se habían pasado a sus enemigos, y liberaría al joven Lucio Cornelio Escipión, capturado cuando navegaba de Calcis a Demetríade. La respuesta de los Escipión fue que, de haber ofrecido esas condiciones mientras aún retenía el Quersoneso, lo habrían aceptado pero ahora no.
Poco después, Publio caía enfermo y se retiraba a Elea, reemplazándolo Cneo Domicio Enobarbo como consejero de su hermano. Antíoco III reunió sus fuerzas en Tiatira, no lejos de las enemigas, y envió a Lucio Cornelio Escipión a Elea. Luego se fortificó en el monte Sípilo, tras el río Frigio pero Domicio deseaba la batalla, así que cruzó el curso fluvial y construyó un campamento cerca del seléucida. Durante cuatro días los ejércitos formaron frente a sus fortificaciones sin hacer nada. Al quinto se acercó aún más y construyó un nuevo campamento, después del intervalo de un día envió un heraldo para avisarle al rey que mañana daría batalla, quisiera el monarca o no.

## Fuerzas enfrentadas

### Romanos

Mapa de la guerra entre Roma y los seléucidas; los movimientos de las legiones en verde y sus enemigos en naranja.

Acorde a Apiano, el ejército de Escipión se componía de 30 000 soldados organizados en dos legiones de romanos y dos alae, «alas», de socii, «socios», itálicos. El historiador británico John D. Grainger eleva el tamaño de la hueste a 50 000 efectivos. En cambio, el alemán Hans Delbrück, basado en los estudios de su compatriota y colega Johannes Kromayer, sostiene que eran 27 600 infantes y 2800 jinetes.
Según Apiano los romanos formaron la izquierda y los itálicos la derecha mientras que Tito Livio dice que los primeros ocuparon el centro y los segundos los lados. Siempre en formación de tres líneas de manípulos. Según Livio cada ala o legión sumaba 5400 soldados, no muy distinta de la afirmación de Apiano, quien decía que eran 10 000 romanos y otros tantos itálicos. El israelí Bezalel Bar-Kochva, fuertemente inspirado en los cronistas antes mencionados, cree que unos 6000 latinos serían vélites.
Sobre la posición de los asiáticos de Eumenes II, Livio dice que estaban a la izquierda de los latinos, continuando la línea, pero Apiano que estaban en retaguardia. Entremezclados estaban los 3000 peltastas aqueos.  La caballería se componía de 3000 jinetes, a la derecha los 2200 jinetes itálicos y romanos y a la izquierda los 800 asiáticos. Al extremo derecho había 500 tracios tralios y otro tanto de cretenses. El izquierdo, en cambio, estaba apoyado en un río pero igual se dejaron cuatro unidades de caballería. El campamento quedó protegido por 2000 mercenarios tracios y macedonios. Se juzgó como inútiles a los 16 paquidermos, por ser pequeños norteafricanos, y quedaron atrás.
El procónsul Domicio era acompañado por cuatro unidades de caballería. Escipión quedó a cargo del centro, Domicio del ala derecha, y Eumenes II de la izquierda.

### Seléucidas
El rey Antíoco III contaba con 70 000 efectivos según Apiano, aunque Floro da cifras aún más altas, 300 000 infantes e igual número de jinetes, aparte de carros y elefantes. Grainger los reduce a sólo 50 000 combatientes y Delbrück de 60 000 infantes más 12 000 jinetes.
De sus fuerzas destacaba la falange macedonia, compuesta por 16 000 piqueros armados con sarisas y organizados en diez unidades que formaban el centro de la formación. Entre cada compañía había 2 o 22 paquidermos. Falangistas y elefantes eran el punto fuerte del ejército asiático.
Su caballería del flanco derecho se componía de 500 gálatas, 3000 catafractas y casi 1000 agêma de origen gálata o medo. Más hacia el extremo estaban 200 a 1200 arqueros a caballo dahes. En reserva había otros 16 elefantes y más cerca de la falange una cohorte de argiráspidas, compuesta por 1500 infantes ligeros de Creta, otro tanto de Tralles y 2500 arqueros de Misia. Por último, 4000 honderos de Cyrtae y arqueros de Elymaida (golfo pérsico).
En la izquierda había 1500 gálatas y 2000 capadocios a caballo, estos últimos enviados por el rey Ariarates IV, 2700 auxiliares de todo tipo, 3000 catafractas y 1000 jinetes ligeros, la mayoría de Siria, Frigia y Lidia. Eran precedidos por carros falcados y arqueros árabes montados sobre dromedarios con la orden de retirarse después del primer ataque. Más hacia la falange había tarentinos, 2500 gálatas a caballo, 1000 cretenses, 1500 carios y cilicios, también montados, igual número de guerreros de Tralles, 3000 panfilios, pisidios y licios. Más atrás había 4000 auxiliares de Elymaida y Cyrtae acompañando a 16 elefantes separados por pequeños intervalos.
Apiano dice que mandaba 220 elefantes «indios» (posiblemente sirios), pero Livio los rebaja a 54; también menciona que estos animales eran más grandes y agresivos que los africanos, que preferían huir a enfrentarlos. Estas bestias llevaban torres amarradas a sus lomos con cuatro soldados más su mahout.
Bar-Kochva habla de 16 000 piqueros, 25 000 infantes ligeros (10 000 en el ala derecha y el resto en la izquierda), 10 000 argiráspidas, 5200 jinetes y 22 paquidermos.
El rey mandaba el ala derecha mientras su hijo Seleuco y su sobrino Antípater la izquierda. El centro estaba a cargo de los generales Minio y Zeuxis, mientras que los paquidermos eran mandados por un tal Filipo.

## La batalla

### Ala izquierda seléucida
Al amanecer, una húmeda neblina hizo difícil la visibilidad en el campo de batalla. La línea romana era muy corta y la humedad no embotaba sus espadas ni jabalinas. Sus contrarios tenían una línea mucho más extensa así que ni sus alas podían ver su centro, las cuerdas de sus arcos, hondas y jabalinas estaban relajadas y los aurigas de sus carros de guerra estaban aterrados de atacar en vanguardia. El rey de Pérgamo temía aquellas unidades que tenía enfrente y sin mucha visibilidad ante su carga, Eumenes II ordenó atacar a sus caballos con arqueros cretenses, honderos y porteadores de jabalinas más algunos jinetes, atacando y retrocediendo en formación dispersa, girando alrededor del enemigo y atacando a los animales (objetivos más grandes) en lugar de sus aurigas. Esto hizo romper filas a los carros con los caballos enloquecidos por las heridas de proyectiles, volviéndose y chocando con los carros y camellos que venían detrás mientras sus enemigos evitaban chocar con ellos y la caballería ligera los perseguía. Nadie sabía exactamente lo que sucedía entre las filas seléucidas, extendiéndose rápidamente el pánico.
Después de esto, las líneas adversarias empezaron a avanzar para luchar mientras que los auxiliares en la derecha seléucida rompieron filas al ver la caótica derrota de los carruajes, sin presentar resistencia a la caballería asiática y romana que les atacó. Los que no alcanzaron a huir fueron pasados a cuchillo por los jinetes.

### Destrucción de la falange
Así toda el ala izquierda de Antíoco III cedió y la infantería ligera de ese sector, entre la caballería y la falange, presa del pánico, empezó a huir hacia la infantería pesada. Los falangistas no pudieron usar apropiadamente sus sarisas en ese caos y sufrieron una lluvia de proyectiles por la infantería ligera enemiga y después por los legionarios, que les arrojaban sus pilum en sus desordenadas filas. La falange había sido abandonada por la caballería en sus alas y los infantes ligeros enemigos pudieron rodearla y atacarla por la retaguardia, a la vez que empezaban a oírse gritos romanos cada vez más cerca del campamento seléucida.
Los falangistas decidieron vender caras sus vidas y formaron un cuadro para luchar contra un enemigo que los atacaba desde todas partes, manteniendo con sus apretujadas líneas un muro letal de sarisas. Sin embargo, los legionarios no entablaron combate cuerpo a cuerpo sino que continuaron con la lluvia de jabalinas y flechas, que en una masa tan densa como inmóvil, siempre atinaban en algún blanco. Con tales bajas, la falange retrocedió disciplinadamente para minimizar sus líneas pero manteniendo la cohesión.  Así, con la derrota de ambas alas, la falange en el centro fue masacrada porque su disciplina y el peso de su equipo impedían su huida.
Finalmente, los proyectiles empezaron a asustar a los elefantes, que corrieron a través del cuadro, desordenándolo, produciéndose la desbandada. Gracias a la experiencia luchando en África, los romanos evitaron sus cargas, les arrojaron sus jabalinas e intentaron cortar los tendones de sus patas con sus gladius.

### Ala derecha seléucida
En la derecha seléucida, comandada por el rey en persona, al ver que sólo cuatro unidades de caballería protegían el sector y que, además, estaban tan cerca de la infantería que dejaban un espacio desprotegido cerca de la orilla del río, atacó con sus jinetes e infantes ligeros de frente y los flanqueó, haciendo huir a la caballería y la infantería de reserva en ese sector, que huyeron a su propio campamento, donde estaban apostados 2.000 soldados selectos.
El tribuno militar Marco Emilio (hijo de Marco Lépido) estaba a cargo del campamento romano y cuando vio a los suyos huyendo salió con toda la guardia a su encuentro. Les ordenó volver a la batalla, recriminándolos por su cobardía. Esto no sirvió, entonces lo amenazó pero tampoco razonaban, así que ordenó a sus guardias matar a los que no dieran media vuelta y empujar a los fugitivos al enemigo. Esto convenció a los prófugos de que su única opción era luchar y vencer, se les unieron los guardias en el esfuerzo de rechazar a Antíoco III. Fue entonces cuando Atalo, hermano de Eumenes II, llegó con 200 jinetes desde el flanco contrario y vio la muchedumbre cerca del campamento. El rey seléucida, arrogante porque creía que había vencido y no sabía lo que le sucedía al resto de su ejército, atravesó al destacamento de Atalo al ver a los antes prófugos dar media vuelta y plantarle cara, decidió huir, sin embargo, otros dicen que se retiró cuando le informaron de la derrota de su ejército.
Luego empezó el saqueo del campamento de Antíoco III a cargo de los soldados de Domicio. Los guardias intentaron defender el recinto y todo acabó en una matanza peor que en el campo, porque los romanos, tras ser detenidos en una primera embestida, se enfurecieron y tomaron las puertas al asalto, no teniendo piedad con quien se encontraban. Entre tanto, los jinetes de Eumenes II primero y luego el resto de las fuerzas montadas, persiguieron sin piedad a los seléucidas vencidos. Pero lo que más bajas les causó a estos fugitivos fue la huida en pánico de los carros falcados, elefantes y camellos entremezclados que pisoteaban a su propio ejército.

## Consecuencias

Oriente Próximo en 188 a. C., después de firmarse la paz de Apamea. Se aprecian las adquisiciones territoriales de los aliados de Roma, como Pérgamo (amarillo pálido grisáceo), Liga Etolia (morado claro), Rodas (anaranjado) y la Liga Aquea (anaranjado claro).

Las bajas romanas fueron 300 infantes y 24 jinetes romanos y 25 aliados muertos, las enemigas 50 000 infantes, 3000 jinetes y algunos elefantes muertos, 1400 hombres y 15 elefantes capturados; esto según cronistas grecorromanos. Autores modernos consideran demasiado dispar la proporción de bajas, elevan las romanas y pergameneas a 5000 y dejan en el doble las enemigas. Quedó una gran cantidad de botín y despojos, al día siguiente el cónsul recibió a embajadores de Magnesia y Tiatira anunciando su rendición.
Antíoco III volvió a su campamento, donde presenció los cadáveres dispersos de los que fueron sus soldados, y huyó a Sardis con unos pocos seguidores, donde llegó a medianoche, sumándosele en el camino muchos dispersos. Siguió para Apamea, donde estaba su hijo Seleuco. Ahí dejó a Zenón y algunos oficiales para recibir y organizar a los restos de su ejército en retirada mientras él volvía a Siria y enviaba a Timón hacia Lidia. También se enviaron embajadores a pedir la paz al cónsul, que estaba ocupado en enterrar a sus muertos, la mayoría caídos ante la caballería del monarca.
Antíoco III debió firmar la paz con las peores condiciones posibles y dio indicaciones a sus embajadores de que llegaran a un acuerdo lo antes posible. Lo que se acordó fue la paz de Apamea, en la que los seléucidas renuncian a toda pretensión europea y retroceden su frontera occidental hasta los montes Tauro, se pagarían como compensación 15 000 talentos de Eubea: 500 de inmediato, 2500 cuando el Senado y el pueblo romano ratificaran el tratado, y el resto en pagos anuales de mil talentos por doce años. También deberían entregar 20 rehenes que escojan los vencedores y a una serie de individuos a los que consideraban responsables de la guerra. Los embajadores fueron enviados a Roma, el monarca fue a Éfeso a entregar a sus prisioneros y Escipión estableció sus cuarteles invernales en Éfeso, Magnesia, Tralles y Menderes. También partieron a la capital republicana Eumenes II y representantes de numerosos reinos de Asia Menor.
Cuando el cónsul volvió hubo dos días de celebraciones, uno por sus victorias navales y otro por las terrestres. Tuvo su triunfo, donde exhibió 234 estandartes enemigos, 134 modelos de ciudades, 1.230 colmillos de elefantes, 224 coronas de oro, 224 000 tetradracmas áticos, 131 300 cistophoruses, 140 000 piezas de oro llamadas filipenses, 1424 libras en floreros de plata grabados, 1024 libras en jarrones áureos y 32 generales, oficiales y gobernadores seléucidas. Recibió el cognomen de Asiático. La caballería romana tuvo que reformarse después de su primer encuentro con los catafractos, incorporando lanzas pesadas y escudos superiores de estilo griego.
La República venció por sus objetivos mucho más limitados: en lugar de anexarse las ciudades griegas y los reinos asiáticos los convirtió en aliados. Antíoco III aprendió que el mar Egeo era el límite natural para todo estado basado en Babilonia, tal y como lo había hecho el aqueménida Jerjes I. Para enviar a sus ejércitos sobre Grecia necesitaba antes un poder naval incontrarrestable en el Mediterráneo Oriental. Sin embargo, la derrota fue beneficiosa al alejarse de las turbulencias políticas griegas, alejándose aún más de Roma, consiguiendo una frontera defendible en los Tauro y pudiendo centrarse en la amenaza oriental, los arsácidas, que ya amenazaban Babilonia (territorio donde siglos después el dominio romano jamás fue claro).
Para castigar a los gálatas, que habían apoyado a los seléucidas durante la batalla, fue elegido  Cneo Manlio Vulsón, que se enfrentaría a ellos en la denominada guerra gálata.

### Antiguas
- Apiano. Guerra Siria. Libro 11 de Historia Romana. Digitalizado por Perseus. Basado en obra de 1899, Nueva York, editorial The MacMillan Company, traducción latín-inglés por Horace White.
- Eutropio. Compendio de la Historia romana. Digitalizado en latín por The Latin Library. Véase libro 4.
- Floro. Epítome. Digitalizado en inglés por Bill Mayer en UChicago. Véase Libro 1. Basado en la obra de 1924, por la Loeb Classical Library, traducción latín-inglés y edición por E. S. Forster. Por fechas, véase también versión digitalizada en 2003 por Livius. Basada en The Latin Library corregida con la edición de Paul Jal, Budé-edition, 1984. Traducción latín-inglés por Jona Lendering & Andrew Smith.
- Polieno. Estatagemas. Basado en la traducción del griego antiguo-inglés por Richard Shepherd, 1793, Londres, editado por George Nicol. Véase Libro 4. Digitalizado en web Attalus.
- Tito Livio. Historia de Roma. Libro 37. Digitalizado por Perseus. Basado en traducción latín-inglés por William A. McDevitte, Londres: John Child and son, editado por Henry G. Bohn, 1850.

### Modernas
- Bar-Kochva, Bezalel (1976). The Seleucid Army: Organization and Tactics in the Great Campaigns. Cambridge University Press. ISBN 9780521206679.
- Delbrück, Hans (1990). History of the Art of War: Warfare in Antiquity. Tomo I. Westport: University of Nebraska Press. Traducción alemán-inglés por Walter J. Renfroe Jr. ISBN 978-0-80329-199-7.
- Grainger, John D. (2002). The Roman War of Antiochus the Great. Boston: Ed. Leiden. ISBN 9789004128408.
- Quigley, Carroll (1983). Weapons Systems and Political Stability: A History. University Press of America. ISBN 9780819129475.
- Sarikakis, Theodoros (1974). "Το Βασίλειο των Σελευκιδών και η Ρώμη" [El Reino seléucida y Roma]. En Christopoulos, Georgios A. & Bastias, Ioannis K. (editores). Ιστορία του Ελληνικού Έθνους, Τόμος Ε΄: Ελληνιστικοί Χρόνοι [Historia de la nación griega, volumen V: Período helenístico]. Atenas: Ekdotiki Athinon, pp. 55–91. En griego. ISBN 978-960-213-101-5.